# جبر داهش معدي

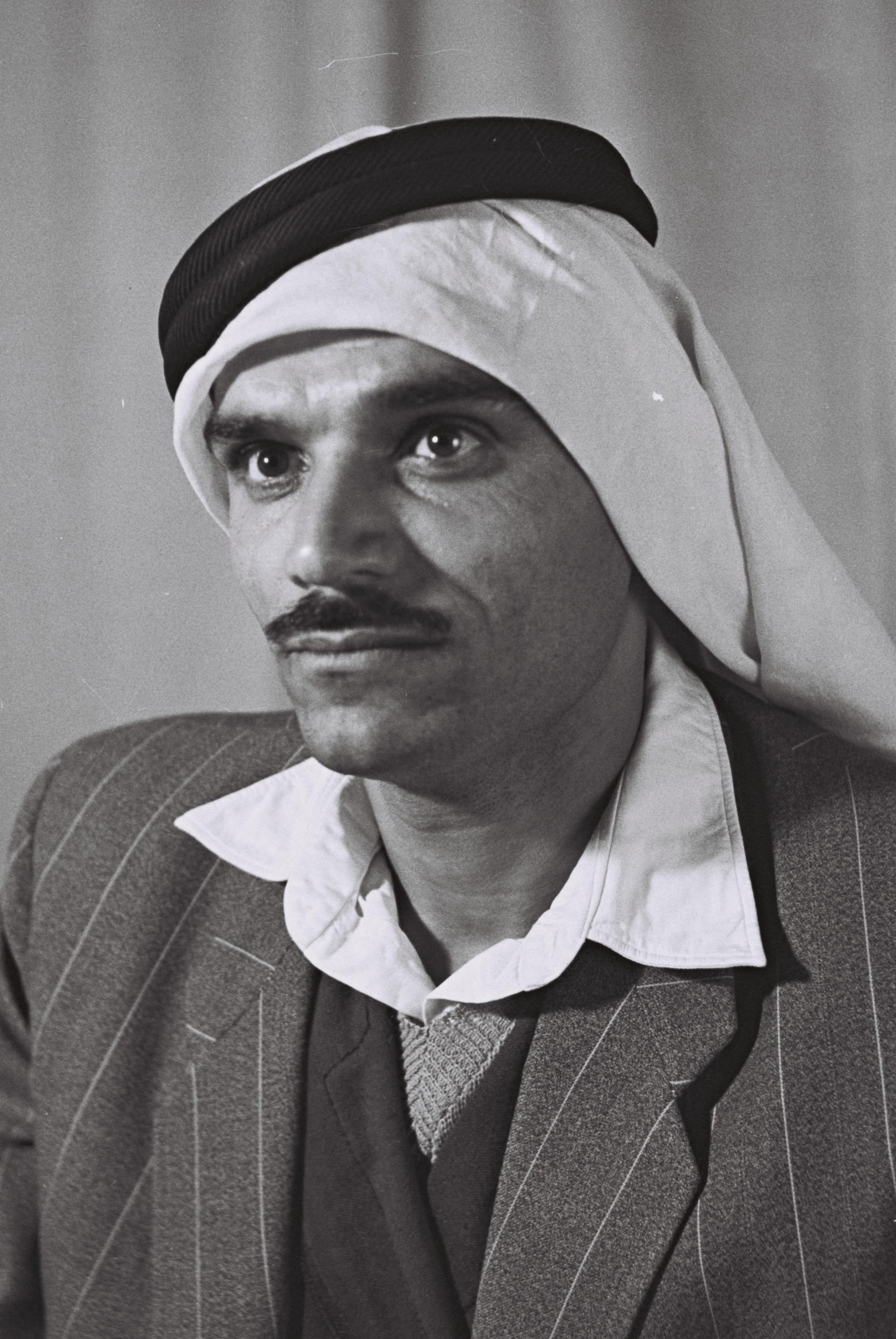
الشيخ جبر داهش معدي ولد بتاريخ 01/04/1919 وتوفي بتاريخ 19/05/2009.

جبر داهش معدي ولد بقرية يركا بتاريخ 1919/04/01 وتوفي بتاريخ 2009/05/19 ". كان أحد الناطقين باسم الطائفة والدولة، كان نائب وزير درزي، اشغل منصب نائب وزير الزراعة ونائب وزير الاتصال وكان أول درزي في الحكومة.

## حياته
«ولد الشيخ جبر ونشأ في قرية يركا في منطقة الجليل الاعلى».  في أصعب فترة من تاريخها.أبصر النور بعد أن هدأت عواصف الحرب العالمية الأولى بسنوات فقط،  وبعد أن زال من الوجود الحكم العثماني الذي أرهق هذه البلاد خلال أربعة قرون، فانتقلت البلاد إلى صراع دموي لا ينتهي بين العرب واليهود، وكانت في نفس الوقت هدفا لأطماع الدول الأوروبية الاستعمارية. وفي هذه الأوضاع، «نشأ جبر معدي في عائلة كبيرة، وطائفة صغيرة، وقرية نائية، وواقع متخلف حساس، ومجتمع قروي بسيط، لكنه ذو قيم ومبادئ وعادات قيمة ونفيسة.نشأ في بيت وجاهة وزعامة»، وفي عائلة لها كيانها وموقعها منذ مئات السنين، لكنه بدل أن يحقق طفولته في ألعاب الأولاد، ووسائل الأطفال، كان عليه أن يقوم قبل الفجر، ليذهب للحقل، وأن يحمل السلاح ويستعمله وهو ولد، وأن يظل دائما تحت أهبة الاستعداد، للدفاع عن البيت والقرية من غزو الجيران، ومن تعدي اللصوص، ومن مضايقات قطاع الطرق والانتهازيين.
كان الشيخ جبر، ابن الجليل وزعيم كل البلاد، كان ابن الطائفة الدرزية، وقائد كل الطوائف، وكان مواطن قرية يركا، ومواطن شرف في كل المدن والقرى في البلاد. كان بيته العامر، وديوانه المفتوح، يعج بالزائرين والضيوف من أقصى البلاد إلى أقصاها، ومن جميع أطراف الدنيا، ومن لبنان، ومصر، والأردن، والضفة الغربية، حينما كانت الحدود مفتوحة.
«جبر معدي كان طوال حياته منتصبا كجبل الشيخ، شامخا كالجرمق، حاضنا كالكرمل، وواسع القلب والصدر كالجليل. جبر معدي، كان يسمع القصة أولا، يرحب ويطمئن صاحبها، يحلها وأحيانا لا يعرف من هو صاحب المشكلة».

## وفاته
«في التاسع عشر من شهر أيار سنة 2009 توفي الشيخ جبر داهش معدي عن عمر يناهز ال 90 عاما وقد وقع خبر وفاته كالصاعقة على أبناء الطائفة الدرزية وعلى الدولة بشكل عام». في هذا اليوم  هبت الطائفة الدرزية، والدولة، والمجتمع العربي في البلاد، لتشييع جثمان الراحل، {{مض| المرحوم الشيخ جبر داهش معدي. في هذا اليوم طويت صفحة ناصعة من الزعامة، وسجلت لتظل شعاعا منيرا في التاريخ، في هذا اليوم، انتهى عهد كان فيه للزعامة معنى، وللمسؤولية مفهوم، وللرجولة كيان».